# Де Голль, Шарль
Шарль Андре́ Жозе́ф Мари́ де Голль (фр. Charles André Joseph Marie de Gaulle французский: [ʃaʁl də ɡol] (слушать)о файле; 22 ноября 1890 года, Лилль, Франция — 9 ноября 1970 года, Коломбе-ле-Дёз-Эглиз, Верхняя Марна, Гранд-Эст, Франция) — французский военный, политический и государственный деятель, бригадный генерал. Во время Второй мировой войны стал символом французского сопротивления. Основатель и первый Президент (1959—1969) Пятой республики. Премьер-министр (1958—1959) и министр обороны Франции (1958—1959).
Председатель движения «Сражающаяся Франция» (1940—1944), а в 1944—1946 годах возглавлял Временное правительство Франции.
Согласно многим опросам, во французской историографии и общественном мнении считается одним из наиболее выдающихся правителей в новейшей истории Франции после Наполеона I Бонапарта и Франсуа Миттерана.

## Биография

### Детство. Начало карьеры
Шарль де Голль родился 22 ноября 1890 года в патриотичной католической семье. Хотя род де Голлей дворянский, de в фамилии  — не традиционная для Франции частица дворянских фамилий, поскольку фамилия представляет собой кальку с фламандской фамилии Van de Walles и переводится как «с (крепостного) вала» или «из дома, находящегося вблизи вала». Шарль, как и его три брата Ксавье, Жан, Пьер и сестра Мария-Агнесса, родился в Лилле в доме бабушки, куда мать приезжала каждый раз перед родами, хотя семья жила в Париже. Был третьим ребёнком в семье. Его отец Анри де Голль (1848—1932) был профессором философии и литературы в школе иезуитов, что сильно повлияло на Шарля. Мать Шарля, Жанна Майо, происходила из буржуазной семьи лилльских текстильных фабрикантов. С раннего детства он очень любил читать. История поразила его настолько, что у него появилось чуть ли не мистическое понятие служения Франции. В семье царил дух католицизма, легитимизма и патриотизма. Анри де Голль придерживался принципов домашнего образования: он учил своих детей читать и писать, сам часами читал им отрывки из французской и зарубежной классической литературы. Под руководством отца Шарль с братьями разыгрывал целые сцены из пьес Корнеля и Расина.
Мать рассказывала ему об отчаянии, которое она испытала в детстве, увидев своих родителей, горько плакавших при известии о капитуляции в 1870 году армии маршала Базена. О горестных днях поражения особенно часто вспоминал отец Шарля, участник франко-прусской войны. Лейтенант мобильной гвардии Анри де Голль сражался против немецких войск, осадивших Париж, был ранен в бою около местечка Стен.
В «Военных мемуарах» де Голль писал: «Отец мой, человек образованный и мыслящий, воспитанный в определённых традициях, был преисполнен веры в высокую миссию Франции. Он впервые познакомил меня с её историей. Моя мать питала к родине чувство беспредельной любви, которое можно сравнить лишь с её набожностью. Мои три брата, сестра, я сам — все мы гордились своей Родиной. Эта гордость, к которой примешивалось чувство тревоги за её судьбы, была нашей второй натурой». Жак Шабан-Дельмас, герой Освобождения, затем бессменный председатель Национального собрания в годы президентства Генерала, вспоминает, что эта «вторая натура» удивляла не только людей более молодого поколения, к которому принадлежал и сам Шабан-Дельмас, но и ровесников де Голля. Впоследствии де Голль вспоминал о своей юности: «Я считал, что смысл жизни состоит в том, чтобы свершить во имя Франции выдающийся подвиг, и что наступит день, когда мне представится такая возможность».
Уже мальчиком он проявлял огромный интерес к военному делу. После года подготовительных учений в парижском коллеже Станислас его принимают в Особую военную школу в Сен-Сире. Своим родом войск он выбирает пехоту: она более «военная», поскольку ближе всего к боевым действиям. Окончив Сен-Сир в 1912 году 13-м по успеваемости (из 300 человек), де Голль получил отличную аттестацию: «Обладает большими способностями, энергией, усердием, энтузиазмом, самостоятельностью и решительностью. Может стать прекрасным офицером». В звании младшего лейтенанта стал служить в 33-м пехотном полку под командованием полковника Петена.

### Первая мировая война
С начала Первой мировой войны 12 августа 1914 года лейтенант де Голль принимает участие в военных действиях в составе 5-й армии Шарля Ланрезака, размещённой на северо-востоке. Уже 15 августа в Динане он получает первое ранение и возвращается в строй после лечения только в октябре. 10 марта 1916 года в битве при Мениль-ле-Юрлю он был ранен второй раз. Возвращается в 33-й полк он в звании капитана и становится командиром роты. В Верденской битве у села Дуамон в 1916 году был ранен в третий раз. Оставленный на поле боя, он (уже посмертно) удостоен ордена Почётного Легиона. Однако Шарль остаётся в живых, в бессознательном состоянии попадает в плен к немцам; его лечат в Майенском госпитале и удерживают в различных крепостях. Де Голль делает шесть попыток бежать. После неудачного побега из Ингольштадта его перевезли в Розенберг, откуда он два раза пытался бежать, его ловят и заключают в военную тюрьму в Пассау. Потом вновь переводят в Ингольштадт, затем Вюрцбург; де Голль предпринимает ещё две неудачные попытки бегства. Наконец де Голль оказывается в Магдебурге в Восточной Германии.
В плену в крепости Ингольштадт он долго жил в одной комнате с Михаилом Николаевичем Тухачевским, будущим Маршалом Советского Союза, и даже пытался с его помощью изучать русский язык; между ними завязывается общение, в том числе и на военно-теоретические темы. В плену де Голль читает немецких авторов, узнаёт всё больше о Германии, и это в дальнейшем очень помогло ему в военном командовании. Именно тогда он пишет свою первую книгу «Раздор в стане врага» (опубликована в 1924 году).

### Польша, военно-учебные занятия, семья
Де Голль провёл в плену 32 месяца, был освобождён лишь после перемирия 11 ноября 1918 года и в конце года вернулся домой. 
С 1919 по 1921 год де Голль находится в Польше, где преподаёт теорию тактики в бывшем училище императорской гвардии в Рембертуве возле Варшавы, а в июле — августе 1920 года в чине майора непродолжительное время воюет на стороне Польши в Советско-польской войне (войсками РСФСР в этом конфликте командует, по иронии судьбы, как раз Тухачевский).
Отклонив предложение занять постоянную должность в Войске Польском и вернувшись на родину, он 6 апреля 1921 года женится на Ивонне Вандру. 28 декабря 1921 года рождается сын Филипп, названный в честь шефа — впоследствии печально известного коллаборациониста и антагониста де Голля маршала Филиппа Петена. 
Капитан де Голль работал ассистентом профессора по кафедре военной истории в школе Сен-Сир, затем в 1922 году допущен в Высшую Военную школу, которую окончил в 1934 году с блестящей аттестацией: «Очень способный и широко образованный, … отдает четкие приказы, решителен, трудолюбив. Личность очень развитая, с большим чувством собственного достоинства. Может достичь блестящих результатов…». 
15 мая 1924 года рождается дочь Элизабет. 
В 1928 году родилась младшая дочь Анна, страдавшая синдромом Дауна (Анна умерла в 1948 году; впоследствии де Голль был попечителем Фонда детей с синдромом Дауна).

### Военный теоретик
В 1930-е годы подполковник, а затем полковник де Голль становится широко известным, как автор военно-теоретических работ, таких как «За профессиональную армию», «На острие шпаги», «Франция и её армия». В своих книгах де Голль, в частности, указывал на необходимость всестороннего развития танковых войск как основного оружия будущей войны. В этом его работы сближаются с трудами ведущего военного теоретика Германии — Гейнца Гудериана. Однако предложения де Голля не вызвали понимания у военного командования Франции и в политических кругах. В 1935 году Национальное собрание отклонило законопроект о реформе армии, подготовленный будущим премьер-министром Полем Рейно согласно планам де Голля, как «бесполезный, нежелательный и противоречащий логике и истории»:108.
В 1932—1936 годах — генеральный секретарь Высшего совета обороны. В 1937 году преподавал в школе усовершенствования офицерского состава, после чего был назначен командиром 507-го танкового полка в Меце. В 1937—1939 годах — командир танкового полка.

### Вторая мировая война. Лидер Французского Сопротивления

#### Начало войны. До отъезда в Лондон
К началу Второй мировой войны де Голль имел звание полковника. За день до начала войны (31 августа 1939 года) был назначен командующим танковыми войсками в Сааре, писал по этому поводу: «На мою долю выпало играть роль в ужасной мистификации… Несколько десятков лёгких танков, которыми я командую, — это всего лишь пылинка. Мы проиграем войну самым жалким образом, если не будем действовать»:118.
В январе 1940 года де Голль написал статью «Явление механизированных войск», в которой подчеркнул значение взаимодействия разнородных сухопутных сил, в первую очередь танковых, и ВВС.
14 мая 1940 года ему поручили командование формирующейся 4-й бронетанковой дивизией (первоначально 5000 солдат и 85 танков). С 1 июня он временно исполнял обязанности бригадного генерала. 6 июня премьер-министр Поль Рейно назначил де Голля заместителем военного министра. Облечённый этой должностью, генерал пытался противодействовать планам по перемирию, к которым склонялись руководители военного ведомства Франции и прежде всего министр Филипп Петен. 14 июня де Голль ездил в Лондон для переговоров о судах для эвакуации французского правительства в Африку; при этом он доказывал премьер-министру Великобритании Уинстону Черчиллю, «что требуется какой-то драматический шаг с целью обеспечить Рейно поддержку, необходимую ему для того, чтобы побудить правительство продолжать войну». Однако в тот же день Поль Рейно подал в отставку, после чего правительство возглавил Петен; немедленно же начались переговоры с Германией о перемирии. 17 июня 1940 года де Голль вылетел из Бордо, где базировалось эвакуированное правительство, не желая участвовать в этом процессе, и вновь прибыл в Лондон. По оценке Черчилля, «на этом самолёте де Голль увозил с собой честь Франции».

#### Первые декларации
Именно этот момент стал переломным в биографии де Голля. В «Мемуарах надежды» он пишет: «18 июня 1940 года, отвечая на призыв своей родины, лишённый какой-либо другой помощи для спасения своей души и чести, де Голль, один, никому неизвестный, должен был взять на себя ответственность за Францию»:220. В этот день BBC передало радиовыступление де Голля — речь 18 июня, призывающую к созданию французского Сопротивления. Вскоре были распространены листовки, в которых генерал обращался «ко всем французам» (A tous les Français) с заявлением: 

Франция проиграла сражение, но она не проиграла войну! Ничего не потеряно, потому что эта война — мировая. Настанет день, когда Франция вернёт свободу и величие… Вот почему я обращаюсь ко всем французам объединиться вокруг меня во имя действия, самопожертвования и надежды.— Воспроизведение листовки де Голля на французском языке:148
Генерал обвинял правительство Петена в предательстве и заявлял, что «с полным сознанием долга выступает от имени Франции». Появились и другие воззвания де Голля.
Также Шарль де Голль встал во главе «Свободной (позже — „Сражающейся“) Франции» — организации, призванной оказать сопротивление оккупантам и коллаборационистскому режиму Виши. Легитимность этой организации основывалась, в его глазах, на следующем принципе: «Законность власти основывается на тех чувствах, которые она вдохновляет, на её способности обеспечить национальное единство и преемственность, когда родина в опасности»:212.
Поначалу ему пришлось столкнуться с немалыми сложностями. «Я… вначале ничего собою не представлял… Во Франции — никого, кто мог бы за меня поручиться, и я не пользовался никакой известностью в стране. За границей — никакого доверия и оправдания моей деятельности». Формирование организации «Свободной Франции» носило довольно затяжной характер. Де Голлю удалось заручиться поддержкой Черчилля. 24 июня 1940 года Черчилль сообщал генералу Исмею: «Представляется исключительно важным создать теперь, пока ловушка ещё не захлопнулась, организацию, которая позволила бы французским офицерам и солдатам, а также видным специалистам, желающим продолжать борьбу, пробиться в различные порты. Необходимо создать своего рода „подпольную железную дорогу“… Я не сомневаюсь, что будет непрерывный поток исполненных решимости людей — а нам необходимо получить всё, что можно, — для обороны французских колоний. Военно-морское министерство и военно-воздушные силы должны сотрудничать. Генерал де Голль и его комитет будут, конечно, оперативным органом». Стремление создать альтернативу правительству Виши привело Черчилля не только к военному, но и к политическому решению: признанию де Голля «главой всех свободных французов» (28 июня 1940) и к помощи по усилению позиций де Голля в международном плане.

#### Контроль над колониями. Развитие Сопротивления
В военном отношении главная задача заключалась в переводе на сторону французских патриотов «Французской империи» — обширных колониальных владений в Африке, Индокитае и Океании. После неудачной попытки захватить Дакар де Голль создаёт в Браззавиле (Конго) Совет Обороны Империи, манифест о создании которого начинался со слов: «Мы, генерал де Голль (nous général de Gaulle), глава свободных французов, постановляем…» и так далее. В Совет входят антифашистски настроенные военные губернаторы французских (как правило, африканских) колоний: генералы Жорж Катру, Феликс Эбуэ и полковник Филипп Леклерк. С этого момента де Голль подчёркивает национальные и исторические корни своего движения. Он учреждает орден Освобождения, главным знаком которого становится лотарингский крест с двумя перекладинами — древний, восходящий к эпохе феодализма, символ французской нации. При этом подчёркивалось и следование конституционным традициям Французской республики. Так, «Органическая декларация» (правоустанавливающий документ политического режима «Сражающейся Франции»), обнародованная в Браззавиле, доказывала нелегитимность режима Виши, ссылаясь на то, что он изгнал «из своих квазиконституционных актов даже само слово „республика“, предоставив главе так называемого „французского государства“ неограниченную власть, подобную власти неограниченного монарха».
Большим успехом «Свободной Франции» было установление вскоре после 22 июня 1941 года непосредственных связей с СССР, — без колебаний советское руководство приняло решение о переводе Александра Ефремовича Богомолова — своего полпреда при режиме Виши — в Лондон. В марте 1942 года французский национальный освободительный комитет обратился к властям СССР с предложением направить группу лётчиков и авиационных механиков для участия в боевых действиях. Сталин одобрил проект: он надеялся, что де Голль выступит за открытие второго фронта в Западной Европе. 25 ноября 1942 года было подписано советско-французское соглашение о формировании на территории СССР французской авиационной эскадрильи, которой было присвоено наименование «Нормандия». Так возникла французская истребительная авиационная эскадрилья, преобразованная впоследствии в полк «Нормандия — Неман», воевавшая против войск стран оси на советско-германском фронте в 1943—1945 годах.
За 1941—1942 годы разрасталась и сеть партизанских организаций в оккупированной Франции. С октября 1941 года, после первых массовых расстрелов заложников немцами, де Голль призывает всех французов к тотальной забастовке и к массовым акциям неповиновения.

#### Конфликт с союзниками
Между тем действия «монарха» вызывали раздражение на Западе. В аппарате Рузвельта открыто говорили о «так называемых свободных французах», «сеющих ядовитую пропаганду»:177 и мешающих ведению войны. 8 ноября 1942 года американские войска высаживаются в Алжире и Марокко и идут на переговоры с местными французскими военачальниками, поддерживавшими Виши. Де Голль пытался убедить руководителей Англии и США, что сотрудничество с вишистами в Алжире приведёт к потере моральной поддержки союзников во Франции. «Соединённые Штаты, — говорил де Голль, — вносят в великие дела элементарные чувства и сложную политику»:203.
Глава Алжира адмирал Франсуа Дарлан, к тому времени уже перешедший на сторону союзников, был убит 24 декабря 1942 года 20-летним французом Фернаном Бонье де Ла Шапелем, который после быстрого суда был на другой день расстрелян. Руководство союзников назначает «гражданским и военным главнокомандующим» Алжира генерала армии Анри Жиро. В январе 1943 года на конференции в Касабланке де Голлю становится известным план союзников: подменить руководство «Сражающейся Франции» комитетом во главе с Жиро, в состав которого планировалось включить большое число лиц, поддержавших в своё время правительство Петена. В Касабланке де Голль проявляет вполне понятную непримиримость по отношению к такому плану. Он настаивает на безоговорочном соблюдении национальных интересов страны (в том смысле, как их понимали в «Сражающейся Франции»). Это приводит к расколу «Сражающейся Франции» на два крыла: националистическое, во главе с де Голлем (поддерживаемое правительством Великобритании во главе с У. Черчиллем), и проамериканское, группировавшееся вокруг Анри Жиро.
27 мая 1943 года на учредительное конспиративное заседание в Париже собирается Национальный Совет Сопротивления (НСС), который (под эгидой де Голля) берёт на себя многие полномочия по организации внутренней борьбы в оккупированной стране. Положение де Голля всё более укреплялось, и Жиро вынужден идти на компромисс: почти синхронно с открытием НСС он приглашает генерала в правящие структуры Алжира. Тот требует немедленного подчинения Жиро (командующего войсками) гражданской власти. Ситуация накаляется. Наконец, 3 июня 1943 года формируется Французский комитет национального освобождения, во главе которого на равных становятся де Голль и Жиро. Большинство в нём, однако, получают голлисты, а некоторые приверженцы его соперника (в том числе Кув де Мюрвиль — будущий премьер-министр Пятой республики) — переходят на сторону де Голля. В ноябре 1943 года Жиро был выведен из Комитета.
4 июня 1944 года де Голль был вызван Черчиллем в Лондон. Британский премьер заявил о предстоящей высадке союзных войск в Нормандии и, вместе с тем, — о полной поддержке линии Рузвельта на полный диктат воли США. Де Голлю дали понять, что в его услугах не нуждаются. В проекте обращения, написанном генералом Дуайтом Эйзенхауэром, французскому народу предписывалось выполнять все предписания союзного командования «до выборов законных органов власти»; в Вашингтоне деголлевский Комитет не считали таковым. Резкий протест де Голля вынудил Черчилля предоставить ему право выступить перед французами по радио отдельно (а не присоединиться к эйзенхауэровскому тексту). В обращении генерал заявил о легитимности правительства, сформированного «Сражающейся Францией», и решительно выступил против планов подчинить его американскому командованию.

#### Освобождение Франции
6 июня 1944 года союзные войска осуществили успешную высадку в Нормандии, открыв тем самым «второй фронт» в Западной Европе. Де Голль после недолгого пребывания на освобождённой французской земле и создания Временного правительства опять направился в Вашингтон на переговоры с президентом Рузвельтом, цель которых была всё та же — вернуть самостоятельность и величие Франции (ключевое выражение в политическом лексиконе генерала). «Слушая американского президента, я окончательно убедился, что в деловых отношениях между двумя государствами логика и чувство значат очень мало в сравнении с реальной силой, что здесь ценится тот, кто умеет схватить и удержать захваченное; и если Франция хочет занять прежнее своё место, она должна рассчитывать только на себя»:239, пишет де Голль.
После того, как повстанцы движения Сопротивления во главе с полковником Роль-Танги открывают танковым войскам военного губернатора Чада Филиппа де Отклока (в историю вошедшего под именем Леклерк) путь на Париж, де Голль прибывает в освобождённую столицу. Происходит грандиозное представление — торжественное шествие де Голля по улицам Парижа, при огромном скоплении народа, которому посвящено немало места в «Военных мемуарах» генерала. Шествие проходит мимо исторических мест столицы, освящённых героической историей Франции; де Голль впоследствии говорил об этих моментах: «С каждым шагом, который я делаю, ступая по самым прославленным местам мира, мне кажется, что слава прошлого как бы присоединяется к славе сегодняшнего дня»:249.
26 августа 1944 года состоялся парад, посвящённый освобождению Франции. Он прошёл с таким размахом, которого раньше не видел Париж. Несмотря на то, что по пути следования колонну обстреляли снайперы, де Голль не пригнул головы и смело продолжил путь под пулями, демонстрируя соотечественникам непреклонную волю.

### Послевоенное правительство
С августа 1944 года де Голль — председатель Совета Министров Франции (Временное правительство). Свою недолгую, полуторагодовую деятельность на этом посту он впоследствии характеризует как «спасение». «Спасать» Францию пришлось от планов англо-американского блока: частичной ремилитаризации Германии, исключения Франции из числа великих держав. И в Думбартон-Оксе, на конференции Великих держав по созданию ООН, и на Ялтинской конференции в январе 1945 года представители Франции отсутствуют. Незадолго до ялтинской встречи де Голль отправляется в Москву для заключения союза с СССР перед лицом англо-американской опасности. Генерал впервые посетил СССР с 2 по 10 декабря 1944 года, прибыв в Москву через Баку.
В последний день этого визита в Кремле Сталин и де Голль подписали договор о «союзе и военной помощи». Значение этого акта было, прежде всего, в возвращении Франции статуса великой державы и признании её в числе государств-победителей. Французский генерал де Латр де Тассиньи вместе с полководцами союзных держав принимает в Карлсхорсте в ночь с 8 на 9 мая 1945 года капитуляцию германских вооружённых сил. Для Франции отведены оккупационные зоны в Германии и Австрии.
После войны во Франции сохранялся низкий уровень жизни, росла безработица. Не удалось даже должным образом определить политическое устройство страны. Выборы в Учредительное собрание (21 сентября 1945 года) не дали преимущества ни одной партии (относительное большинство получили коммунисты, Морис Торез стал вице-премьером), проект Конституции неоднократно отклонялся, Французский банк и четыре крупных банка были национализированы 2 декабря 1945 года. После одного из очередных конфликтов по поводу расширения военного бюджета де Голль 20 января 1946 года покидает пост главы правительства и удаляется в Коломбе-ле-Дёз-Эглиз (фр. Colombey-les-Deux-Églises), небольшое поместье в Шампани (департамент Верхняя Марна). Однако настоящей причиной ухода стал спор о форме правления в республике, что и было причиной неоднократного пересмотра проекта конституции. Де Голль был сторонником сильной президентской власти, а коммунисты и социалисты, которые составили в парламенте квалифицированное большинство, выступали за контроль парламента над правительством. Вопрос с армией был для де Голля последней каплей, так как армия и сильная президентская власть была необходимой основой сильной Франции. В декабре 1945 года генерал понимает, что эта республика будет не его, и начинает поиск благовидного предлога для отставки, для того чтобы после вернуться при благоприятных условиях. Сам он сравнивает своё положение с изгнанием Наполеона. Но в отличие от кумира своей юности, у де Голля есть возможность наблюдать за французской политикой со стороны — не без надежды вернуться в неё.

### В оппозиции
Дальнейшая политическая карьера генерала связана с «Объединением французского народа» (по французской аббревиатуре RPF), при помощи которого де Голль планировал прийти к власти парламентским путём. RPF устроило шумную агитационную кампанию. Лозунги всё те же: национализм (борьба с влиянием США), соблюдение традиций Сопротивления (эмблемой RPF становится Лотарингский крест, блиставший некогда посреди «Ордена Освобождения»), борьба со значительной коммунистической фракцией в Национальном собрании. Успех, казалось бы, сопутствовал де Голлю. Осенью 1947 года RPF одерживало победу на муниципальных выборах. В 1951 году 118 мест в Национальном собрании уже в распоряжении голлистов. Но до триумфа, о котором мечтал де Голль, далеко. Абсолютного большинства эти выборы RPF не дали, коммунисты ещё более укрепили свои позиции, а главное — дурные плоды принесла избирательная стратегия де Голля. Известный английский аналитик Александр Верт пишет:

…Он не был прирождённым демагогом. В то же время в 1947 году создалось впечатление, что он решил вести себя как демагог и пойти на все демагогические трюки и уловки. Это тяжело было людям, на которых в прошлом производило большое впечатление суровое достоинство де Голля.:298—299
Действительно, генерал объявил войну строю Четвёртой республики, постоянно отмечая своё право на власть в стране в силу того, что он и только он привёл её к освобождению, уделял значительную часть выступлений резкой критике коммунистов и т. п. К де Голлю примкнуло большое число карьеристов, людей, зарекомендовавших себя не лучшим образом во время режима Виши. В стенах Национального собрания они включились в парламентскую «мышиную возню», отдав свои голоса крайне правым. Наконец, наступил полный крах RPF — на таких же муниципальных выборах, как и на тех, с которых началась история его восхождения. 6 мая 1953 года генерал распустил свою партию.
Наступил наименее открытый период жизни де Голля — так называемый «переход через пустыню». Пять лет он провёл в уединении в Коломбе, работая над знаменитыми «Военными мемуарами» в трёх томах («Призыв», «Единство» и «Спасение»). Ален Пейрефит называл трёх ближайших соратников, без которых генерал не мог тогда обходиться: Жак Фоккар, Пьер Лефран, Оливье Гишар. Генерал не просто излагал ставшие историей события, но и стремился найти в них ответ на вопрос: что же привело его, никому не ведомого бригадного генерала, на роль национального лидера? Только глубокое убеждение в том, что «наша страна перед лицом других стран должна стремиться к великим целям и ни перед кем не склоняться, ибо в противном случае она может оказаться в смертельной опасности».

### Возвращение к власти
1957—1958 годы стали годами глубокого политического кризиса IV Республики. Затяжная война в Алжире, безуспешные попытки сформировать Совет министров, наконец — экономический кризис. По позднейшей оценке де Голля, «многие руководители режима сознавали, что проблема требует кардинального решения. Но принять жёсткие решения, которых требовала эта проблема, снести все препятствия на пути их осуществления… было выше сил неустойчивых правительств… Режим ограничивался тем, что с помощью солдат, вооружения и денег поддерживал борьбу, свирепствовавшую по всей территории Алжира и вдоль границ. Материально это стоило очень дорого, ибо приходилось держать там вооружённые силы общей численностью 500 тысяч человек; это обходилось дорого и с точки зрения внешнеполитической, ибо весь мир осуждал безысходную драму. Что же касалось, наконец, авторитета государства, это было буквально разрушительно»:217, 218.
Активизируются т. н. «ультраправые» военные группировки, оказывающие сильное давление на алжирское военное руководство. 10 мая 1958 года четыре алжирских генерала обращаются к президенту Рене Коти с ультимативным по сути требованием не допустить отказа от Алжира. 13 мая вооружённые формирования «ультра» захватывают здание колониальной администрации в городе Алжире; генералы телеграфируют в Париж с требованием, обращённым к Шарлю де Голлю, «нарушить молчание» и сделать обращение к гражданам страны с целью создания «правительства общественного доверия»:357.
15 мая 1958 года информационные агентства распространяют воззвание де Голля:

…Вот уже 12 лет, как Франция старается разрешить проблемы, непосильные для режима партий, и идёт к катастрофе. Некогда в тяжёлый час страна доверилась мне с тем, чтобы я повёл её к спасению. Сегодня, когда стране предстоят новые испытания, пусть она знает, что я готов принять на себя все полномочия Республики.:359
Если бы заявление это прозвучало год назад, в разгар экономического кризиса, оно было бы воспринято как призыв к государственному перевороту. Теперь, перед лицом нешуточной опасности переворота, на де Голля возлагают надежды и центристы Пфлимлена, и умеренные социалисты Ги Молле, и — прежде всего — алжирские мятежники, которых он прямо не осудил. Чаша весов склоняется на сторону де Голля после того, как путчисты в считанные часы захватывают остров Корсику. Циркулируют слухи о высадке в Париже парашютно-десантного полка. В это время генерал уверенно обращается к мятежникам с требованием подчиняться своему командованию. 27 мая «призрачное правительство» Пьера Пфлимлена подаёт в отставку. Президент Рене Коти, обратившись к Национальному собранию, требует избрания премьером де Голля и передачи ему чрезвычайных полномочий для формирования правительства и пересмотра Конституции. 1 июня 329 голосами де Голль утверждён на посту Председателя Совета Министров.
Решительными противниками прихода к власти де Голля выступили радикалы, под руководством Мендес-Франса, левые социалисты (в том числе будущий президент Франсуа Миттеран) и коммунисты, во главе с Торезом и Дюкло. Они настаивали на безусловном соблюдении демократических устоев государства, которые де Голль хотел пересмотреть в самом скором времени.

### Конституционная реформа. Пятая республика
Свои идеи по вопросу конституционного строительства де Голль изложил уже в послевоенные годы. Они заключались в том, что исполнительная и законодательная власть должны быть разделены, и что более широкими полномочиями должен обладать президент: «Именно ему должно принадлежать право назначать министров и, прежде всего, премьер-министра, который руководит политикой и работой правительства». Уже в августе на стол премьер-министра ложится проект новой Конституции, по которой Франция живёт до настоящего времени. Полномочия парламента значительно ограничивались. Сохранялась принципиальная ответственность правительства перед Национальным собранием (оно может объявить правительству вотум недоверия, однако президент, назначая премьера, не должен вносить его кандидатуру для утверждения в парламент). Президент, согласно статье 16, в случае, когда «независимость Республики, целостность её территории или выполнение её международных обязательств находится под серьёзной и непосредственной угрозой, а нормальное функционирование государственных институтов прекращено» (что подводить под это понятие — не оговорено), может временно взять в свои руки совершенно неограниченную власть.
Принципиально менялся и принцип избрания президента. Отныне глава государства избирался не на заседании Парламента, но коллегией выборщиков, состоявшей из 80 тыс. народных избранников (с 1962 года, после принятия на референдуме конституционных поправок — прямым и всеобщим голосованием французского народа).
Конституционный референдум 28 сентября 1958 года завершил двенадцатилетнюю историю IV Республики, французский народ поддержал Конституцию более чем 79 % голосов. Это был прямой вотум доверия генералу. Если до этого все его претензии, начиная с 1940 года, на пост «главы свободных французов» диктовались неким субъективным «призванием», то итоги референдума красноречиво подтверждали: да, народ признал де Голля своим лидером, именно в нём он видит выход из сложившейся ситуации.
21 декабря 1958 года, менее чем через три месяца, 76 тысяч выборщиков во всех городах Франции избирают президента. 75,5 % выборщиков отдали свои голоса премьер-министру. 8 января 1959 года происходит торжественная инаугурация де Голля.
Должность премьер-министра Франции в период президентства де Голля занимали такие деятели голлистского движения, как «рыцарь голлизма» Мишель Дебре (1959—1962), «дофин» Жорж Помпиду (1962—1968) и его бессменный министр иностранных дел (1958—1968) Морис Кув де Мюрвиль (1968—1969). Близкие соратники де Голля ветераны Сопротивления Жак Фоккар, Пьер Дебизе и Поль Комити создали силовую структуру SAC — охранную и оперативную службу, организовавшую уличное противостояние левым и коммунистам. Впоследствии под эгидой Фоккара возникла разветвлённая инфраструктура, аффилированная с SAC — Французская конфедерация труда, Комитеты защиты республики, Национальный межуниверситетский союз, другие организации. Другой близкий соратник президента Пьер Лефран возглавил Национальную ассоциацию поддержки действий генерала де Голля. Левоголлистское Движение за сообщество, развернувшее контртеррор против ОАС, сыграло важную роль на завершающем этапе Алжирской войны.

### Во главе государства
«Первый во Франции», президент отнюдь не стремился почивать на лаврах. Он ставит перед собой вопрос: 

Сумею ли я сделать так, чтобы появилась возможность решить жизненно важную проблему деколонизации, начать экономическое и социальное преобразование нашей страны в эпоху науки и техники, восстановить независимость нашей политики и нашей обороны, превратить Францию в поборника объединения всей Европы, вернуть Франции её ореол и влияние в мире, особенно в странах «третьего мира», которым она пользовалась на протяжении многих веков? Нет никаких сомнений: вот цель, которую я могу и должен достичь.:220

#### Деколонизация. От французской империи к франкофонному сообществу наций
На первое место де Голль ставит проблему деколонизации. Действительно, на волне алжирского кризиса он пришёл к власти; теперь он должен подтвердить свою роль национального лидера, найдя выход из него. В попытках осуществить эту задачу президент наталкивался на отчаянное противостояние не только алжирских командующих, но и правого лобби в правительстве. Только 16 сентября 1959 года глава государства предлагает три варианта решения алжирского вопроса: разрыв с Францией, «интеграция» с Францией (полностью приравнять Алжир к метрополии и распространить на его население те же права и обязанности) и «ассоциация» (алжирское по национальному составу правительство, опиравшееся на помощь Франции и имеющее тесный экономико-внешнеполитический союз с метрополией). Генерал явно отдавал предпочтение последнему варианту, в чём и встретил поддержку Национального собрания. Однако это ещё более консолидировало ультраправых, которых подпитывали так и не сменённые военные власти Алжира.
8 сентября 1961 года происходит покушение на де Голля — первое из пятнадцати, организованных правой «Организацией Секретной Армии» (Organisation de l’Armée Secrète) — сокращённо OAS (ОАС). История покушений на де Голля легла в основу известной книги Фредерика Форсайта «День Шакала». За всю жизнь на де Голля было совершено 32 покушения.
Война в Алжире завершилась после подписания двусторонних соглашений в Эвиане (18 марта 1962), приведших к референдуму и образованию независимого алжирского государства. Знаменательно заявление де Голля: «Эра организованных континентов сменяет колониальную эру»:401.
Де Голль стал основоположником новой политики Франции в постколониальном пространстве: политики культурных связей между франкофонными (то есть франкоговорящими) государствами и территориями. Алжир был не единственной страной, покинувшей Французскую империю, за которую де Голль боролся в сороковые годы. За 1960 год («Год Африки») обрели независимость более двух десятков африканских государств. Вьетнам и Камбоджа также стали независимыми. Во всех этих странах оставались тысячи французов, не желающих терять связи с метрополией. Главная цель — обеспечить влияние Франции в мире, два полюса которого — США и СССР — уже определились.

#### Разрыв с США и НАТО
В 1959 году президент переводит под французское командование ПВО, ракетные войска и войска, выводимые из Алжира. Решение, принятое в одностороннем порядке, не могло не вызвать трений с Эйзенхауэром, а затем и с его преемником Кеннеди. Де Голль утверждает неоднократно право Франции делать всё «как хозяйка своей политики и по собственному почину»:435. Первое испытание ядерного оружия, проведённое 13 февраля 1960 года (6 декабря 1960 года Национальное собрание Франции приняло закон о вооружении французской армии атомным оружием) в пустыне Сахара, положило начало целому ряду французских ядерных взрывов, прекращённых при Миттеране и ненадолго возобновлённых Жаком Шираком. Де Голль неоднократно лично посещал атомные объекты, уделяя огромное внимание как мирному, так и военному развитию новейших технологий.
1965 год, год переизбрания де Голля на второй президентский срок, стал годом двух ударов по политике блока НАТО. 4 февраля генерал объявляет об отказе использования доллара в международных расчётах и о переходе на единый золотой стандарт. 9 сентября президент сообщает, что Франция не считает себя связанной обязательствами перед Североатлантическим блоком. 21 февраля 1966 года Франция вышла из военной организации НАТО, а штаб-квартира организации была срочно переведена из Парижа в Брюссель. В официальной ноте правительство Помпиду объявило об эвакуации 29 баз с 33 тысячами человек личного состава с территории страны.
С этого времени официальная позиция Франции в международной политике становится резко антиамериканской. Генерал во время визитов в СССР и Камбоджу в 1966 году осуждает действия США в отношении стран Индокитая, а позднее и Израиля в Шестидневной войне 1967 года.
В 1967 году во время визита в Квебек (франкофонную провинцию Канады) Де Голль завершая речь при огромном стечении народа, воскликнул: «Да здравствует Квебек!», а потом добавил моментально ставшие знаменитыми слова: «Да здравствует свободный Квебек!» (фр. Vive le Québec libre!). Разразился скандал. Де Голль и его официальные советники впоследствии предложили ряд версий, позволявших отвести обвинение в сепаратизме, среди них — то, что имелась в виду свобода Квебека и Канады в целом от иностранных военных блоков (то есть, опять же, НАТО). По другой версии, опирающейся на весь контекст речи де Голля, он имел в виду квебекских товарищей по Сопротивлению, боровшихся за свободу всего мира от нацизма. Так или иначе, на этот инцидент очень долго ссылались сторонники независимости Квебека.
В 1968 году во время президентства Ш. Де Голля Франция принимала X зимние Олимпийские игры, которые проходили в городе Гренобле. Де Голль открывал эти игры.

#### Франция и Европа. Особые отношения с ФРГ и СССР
В начале своего президентства, 23 ноября 1959 года, де Голль выступил со знаменитой речью о «Европе от Атлантики до Урала». В грядущем политическом союзе стран Европы (интеграция ЕЭС была связана тогда в основном с экономической стороной вопроса) президент видел альтернативу «англосаксонскому» НАТО (в его понятие Европы Великобритания не входила). В своей деятельности по созданию европейского единства он пошёл на ряд компромиссов, определивших дальнейшее своеобразие внешней политики Франции до настоящего времени.
Первый компромисс де Голля касается образовавшейся в 1949 году Федеративной Республики Германии. Она быстро восстанавливала свой экономический и военный потенциал, остро нуждаясь, тем не менее, в политической легализации своего состояния путём договора с СССР. Де Голль взял с канцлера Аденауэра обязательство выступить против английского плана «европейской зоны свободной торговли», перехватывавшей инициативу у де Голля, в обмен на посреднические услуги в отношениях с СССР. Визит де Голля в ФРГ 4—9 сентября 1962 года потряс мировую общественность открытой поддержкой Германии со стороны человека, в двух войнах воевавшего против неё; но это был первый шаг в деле примирения стран и создания европейского единства.
Второй компромисс был связан с тем, что в борьбе против НАТО генералу было естественно заручиться поддержкой СССР — страны, которую он рассматривал не столько как «коммунистическую тоталитарную империю», сколько как «извечную Россию» (ср. установление дипломатических отношений между «Свободной Францией» и руководством СССР в 1941—1942 годах, визит 1944 года, преследовавшие одну цель — исключить узурпацию власти в послевоенной Франции американцами). Личная неприязнь де Голля к коммунизму[уточнить] отошла на второй план ради национальных интересов страны. В 1964 году две страны заключили торговое соглашение, затем — договор о научно-техническом сотрудничестве. В 1966 году по приглашению Председателя Президиума Верховного Совета СССР Николая Викторовича Подгорного де Голль наносит официальный визит в СССР (20 июня — 1 июля 1966 года). Президент посетил, помимо столицы, Ленинград, Киев, Волгоград и Новосибирск, в котором он побывал в только что созданном Сибирском научном центре — Новосибирском Академгородке. Политические успехи визита включали в себя заключение договора о расширении политических, экономических и культурных связей. Обе стороны осудили американское вмешательство во внутренние дела Вьетнама, основали особенную политическую франко-русскую комиссию. Было даже заключено соглашение о создании прямой линии связи между Кремлём и Елисейским дворцом.

### Кризис администрации де Голля. 1968 год
Семилетний президентский срок де Голля истекал в конце 1965 года. Согласно Конституции V Республики, должны были состояться новые выборы на расширенной коллегии выборщиков. Но президент, собиравшийся баллотироваться на второй срок, настаивал на всенародном избрании главы государства, и соответствующие поправки были приняты на референдуме 28 октября 1962 года, ради которого де Голлю пришлось воспользоваться своими полномочиями и распустить Национальную ассамблею. Выборы 1965 года стали вторыми прямыми выборами французского президента: первые произошли более века назад, в 1848 году, и на них победил Луи Наполеон Бонапарт, будущий Наполеон III. Победы в первом туре (5 декабря 1965 года), на которую так рассчитывал генерал, не было. Второе место занял, получив 31 %, представлявший широкий блок оппозиции социалист Франсуа Миттеран, который выступал с последовательной критикой Пятой Республики как «постоянного государственного переворота». Хотя во втором туре 19 декабря 1965 года де Голль и взял верх над Миттераном (54 % против 45 %), эти выборы были первым тревожным сигналом.
Непопулярна была правительственная монополия на телевидении и радио (свободными были только печатные СМИ). Важной причиной утраты доверия к де Голлю была его социально-экономическая политика. Рост влияния отечественных монополий, аграрная реформа, выразившаяся в ликвидации большого количества крестьянских хозяйств, наконец, гонка вооружений привели к тому, что уровень жизни в стране не только не повысился, но и во многом стал ниже (к самоограничению правительство призывало с 1963 года). Наконец, всё большее раздражение постепенно стала вызывать личность самого де Голля — он начинает казаться многим, особенно молодёжи, неадекватно авторитарным и несовременным политиком. К падению администрации де Голля приводят майские события во Франции 1968 года.
2 мая 1968 года в Латинском квартале — парижском районе, где находятся многие институты, факультеты Парижского университета, студенческие общежития — вспыхивает студенческий мятеж. Учащиеся требуют открыть факультет социологии в парижском пригороде Нантере, закрытый после аналогичных беспорядков, вызванных старинными, «механическими» методами образования и рядом бытовых конфликтов с администрацией. Начинаются поджоги автомобилей. Вокруг Сорбонны возводятся баррикады. Срочно вызываются отряды полиции, в борьбе с которыми несколько сотен студентов получают ранения. К требованиям мятежников прибавляется освобождение их арестованных коллег и вывод полиции из кварталов. Правительство не решается эти требования удовлетворить. Профсоюзы объявляют суточную забастовку. Позиция де Голля жёсткая: с мятежниками переговоров быть не может. Премьер-министр Ж. Помпиду предлагает открыть Сорбонну и удовлетворить требования студентов — но момент уже потерян.
13 мая профсоюзы выходят на грандиозную демонстрацию, прошедшую по всему Парижу. Прошло десять лет с того дня, как на волне алжирского мятежа де Голль объявил о готовности взять власть. Теперь над колоннами манифестантов развеваются лозунги: «Де Голля — в архив!», «Прощай, де Голль!», «13.05.58—13.05.68 — пора уходить, Шарль!» Анархиствующие студенты заполняют Сорбонну. Забастовка не только не прекращается, но перерастает в бессрочную. 10 миллионов человек бастуют по всей стране. Экономика страны была парализована. Все уже забыли о студентах, с которых всё и началось. Рабочие требуют сорокачасовой рабочей недели и повышения минимальной зарплаты до 1000 франков. 24 мая президент выступает по телевидению. Он говорит о том, что «страна находится на грани гражданской войны» и что президенту должны быть предоставлены, через референдум, широкие полномочия для «обновления» (фр. rennouveau), причём последнее понятие не конкретизировалось:475. Уверенности в себе у де Голля не было. 29 мая Помпиду проводит заседание своего кабинета. На заседании ожидается де Голль, однако потрясённый премьер узнаёт о том, что президент, забрав из Елисейского дворца архивы, убыл в Коломбе. Вечером министры узнают, что вертолёт с генералом в Коломбе не приземлился. Президент отправился в расположение оккупационных войск Франции в ФРГ, в Баден-Баден, и почти немедленно вернулся в Париж. Об абсурдности ситуации говорит хотя бы то, что Помпиду был вынужден искать шефа при помощи ПВО.
30 мая де Голль в Елисейском дворце читает очередное радиовыступление. Он заявляет, что не покинет своей должности, распускает Национальное собрание и назначает досрочные выборы. Последний раз в жизни де Голль использует шанс твёрдой рукой положить конец «мятежу». В тот же день в Париже прошла миллионная демонстрация сторонников президента.
Выборы в парламент рассматриваются им как постановка доверия себе на голосование. Выборы 23—30 июня 1968 года принесли голлистской партии UDR 73,8 % мест в Национальном собрании. Это означало, что впервые одна партия получила в нижней палате абсолютное большинство, а подавляющее большинство французов выразили доверие генералу де Голлю.

### Уход в отставку и смерть
Судьба генерала была предрешена. Недолгая «передышка» не принесла никаких плодов, кроме замены Жоржа Помпиду на Мориса Кув де Мюрвиля и провозглашённых планов реорганизации Сената — верхней палаты парламента в экономический и социальный орган, представляющий интересы предпринимателей и профсоюзов. В феврале 1969 года генерал вынес эту реформу на референдум, заранее объявив, что в случае проигрыша уйдёт. Накануне референдума де Голль со всеми документами перебазировался из Парижа в Коломбе и ждал результатов голосования, относительно которых не питал никаких иллюзий. После того, как в 10 часов вечера 27 апреля 1969 года поражение стало очевидным, после полуночи 28 апреля президент по телефону передал Кув де Мюрвилю следующий документ: «Я прекращаю исполнение обязанностей президента Республики. Это решение вступает в силу сегодня в полдень»:491.
После отставки де Голль с женой отправился в Ирландию, затем отдыхал в Испании, работал в Коломбе над «Мемуарами надежды» (не завершены, доходят до 1962). Критиковал новые власти как «покончившие» с величием Франции:494.
9 ноября 1970 года в семь часов вечера Шарль де Голль скоропостижно скончался в Коломбе-ле-Дёз-Эглиз от разрыва аорты. На похоронах 12 ноября (на деревенском кладбище в Коломбе рядом с дочерью Анной) присутствовали, согласно составленному ещё в 1952 году завещанию генерала, только ближайшие родственники и товарищи по Сопротивлению. В качестве катафалка использовался военный бронеавтомобиль Panhard EBR с демонтированной башней.
Леонид Брежнев, Алексей Косыгин и другие советские руководители символически выразили в ноябре 1970 года в высшей степени необычным для дипломатии способом своё глубокое уважение скончавшемуся генералу Шарлю де Голлю и тем самым Франции: они без предупреждения посетили французское посольство в Москве, провели там минуту молчания и расписались в книге соболезнований.

## Наследие и увековечение памяти
После отставки и смерти де Голля его временная непопулярность осталась в прошлом, он осознаётся прежде всего как крупная историческая фигура, национальный лидер в одном ряду с такими деятелями, как Наполеон I. По случаю двухсотлетия революции 1789 года был проведён опрос, в котором французов попросили назвать наиболее революционных, по их мнению, исторических деятелей, по результатам которого Де Голль занял первое место.
Чаще, чем в годы его президентства, французы ассоциируют его имя с деятельностью во время Второй мировой войны, называя его обычно «генерал де Голль», а не просто по имени и фамилии. Неприятие фигуры де Голля в наше время характерно в основном для крайне левых.
Партия «Объединение в поддержку республики», созданная де Голлем, после ряда реорганизаций и переименований продолжает оставаться влиятельной силой во Франции, именующейся теперь «Республиканцы». Тогдашний лидер партии Николя Саркози в своей инаугурационной речи в 2007 году сказал: «[Приступая к исполнению функций Президента Республики], я думаю о генерале де Голле, который два раза спас Республику, вернул Франции независимость, а государству — его престиж». За сторонниками этого правоцентристского курса ещё при жизни генерала закрепилось название голлисты. Ортодоксальный «жёсткий голлизм» характеризует Движение инициативы и свободы, созданное в 1981 году.
Отступления от принципов голлизма (в частности, в сторону восстановления отношений с НАТО) были характерны для правительства социалистов при Франсуа Миттеране (1981—1995); в подобной же «атлантизации» курса критики нередко обвиняли и Саркози, а в годы президентства Франсуа Олланда (2012—2017) Франция окончательно вошла в фарватер политики США и Германии.
Известный дипломат Ю. В. Дубинин, сравнивая де Голля с Наполеоном, отметил: «Наполеон оставил Францию после себя обескровленной и поверженной, а де Голль вывел Францию на первый план созидательной международной политики. При этом не следует опускать одно важное обстоятельство. Вражда с Россией оказалась роковой для Наполеона. В то же время дружба де Голля с нашей страной помогла возвеличить Францию».
В ноябре 2000 года газета «Фигаро» провела опрос общественного мнения на тему «Голлизм 30 лет спустя», где был задан вопрос: «Какая партия больше всего придерживается идей де Голля?». Большинство респондентов отдали свой голос за «Объединение в поддержку республики» Жака Ширака (36 %), при этом на втором месте оказался ответ — «никакая» (32 %).
Сообщая о смерти де Голля по телевидению, его преемник Жорж Помпиду сказал: «Генерал де Голль умер, Франция овдовела». После смерти Де Голля всего во второй раз в стране был объявлен национальный траур. В его честь названы крупнейший парижский аэропорт, парижская площадь Звезды и ряд других памятных мест, а также атомный авианосец французских ВМС, введённый в эксплуатацию в 2000 году. В том же 2000 году в Париже близ Елисейских Полей на площади Клемансо генералу воздвигнут памятник.
В 1990 году его именем названа площадь перед гостиницей «Космос» в Москве, а в 2005 году на ней в присутствии Жака Ширака был установлен памятник де Голлю. Школа № 1251 также носит имя де Голля.
В 2014 году в Астане был воздвигнут памятник генералу. В городе также есть улица Шарля де Голля, где сосредоточен жилой комплекс «Парижский квартал».
2020 год был объявлен во Франции «Годом де Голля».

## В массовой культуре

### Киновоплощения
- Во французско-английском фильме 1973 года «День шакала» / «The Day of the Jackal» в роли де Голля — Адриан Кайла-Легран.
- В американском фильме 1974 года «Ракеты Октября» в роли - Рон Фейнберг.
- В американском фильме 1976 года «Фрэнсис Гэри Пауэрс: Истинная история инцидента с самолетом-шпионом U2» / «Francis Gary Powers: The True Story of the U-2 Spy Incident» в роли де Голля — Марсель Хиллейр.
- Во французских фильмах «Армия теней» 1969 года и «Побег» (фр. La Carapate) режиссёра Жерара Ури 1978 года роль де Голля исполнил актёр Адриен Кайла-Легран.
- В американском сериале "Ике" (1979) в роли генерала де Голля Вернон Добчефф
- В 8-й серии сериала Джорджа Лукаса «Хроники молодого Индианы Джонса» 1992 года роль пленного капитана де Голля исполнил актёр Эрв Почон.
- В польском фильме «Варшавская битва 1920 года» (2011) в роли де Голля — Виктор Зборовский.
- В фильме 2020 года французского режиссёра Габриэля Ле Бомена[фр.] «Генерал де Голль» (фр. De Gaulle) роль де Голля исполнил актёр Ламбер Вильсон (фильм был номинирован на премию «Сезар» в трёх категориях).
- В мини-сериале «Де Голль. Великое и сокровенное» (De Gaulle, l'éclat et le secret[фр.]) (2020) роль де Голля исполнил актёр Самюэль Лабарт[фр.].

## Награды
- Великий магистр ордена Почётного легиона (как Президент Франции)
- Большой крест ордена Заслуг (Франция)
- Великий магистр ордена Освобождения (как основатель ордена)
- Военный крест 1939—1945 (Франция)
- Орден Слона (Дания)
- Орден Серафимов (Швеция)
- Большой крест Королевского Викторианского ордена (Великобритания)
- Большой крест, декорированный лентой ордена «За заслуги перед Итальянской Республикой»
- Серебряный крест ордена Virtuti militari (Польша)
- Большой крест ордена святого Олафа (Норвегия)
- Орден Королевского дома Чакри (Таиланд)
- Большой крест ордена Белой розы Финляндии
- Большой крест ордена Заслуг (Республика Конго, 20 января 1962)
- Военная медаль[англ.] (Люксембург, 1 октября 1963)[65]

Во время подготовки визита президента Французской республики Шарля де Голля в СССР летом 1966 года в высшем руководстве Советского Союза обсуждался вопрос об его награждении высшим полководческим орденом «Победа» за заслуги в борьбе с гитлеровской коалицией во второй мировой войне. Однако награждение не состоялось, чтобы не создать впечатления в мире о превращении этой награды в разменную монету в политической игре.

### на английском языке
- Argyle, Ray (2014). The Paris Game: Charles de Gaulle, the Liberation of Paris, and the Gamble that Won France. Dundurn Press, 488 pages. ISBN 978-1-4597-2286-6
- Fenby, Jonathan (2013). The General: Charles De Gaulle and the France He Saved. Skyhorse, 736 pages. ISBN 978-1-6208-7805-7
- Jackson, Julian (2018). A Certain Idea of France: The Life of Charles de Gaulle. Allen Lane, 944 pages. ISBN 978-1-8461-4351-9
- Knapp, Andrew (1994). Gaullism since de Gaulle. Routledge, 528 pages. ISBN 978-1-8552-1182-7
- Knapp, Andrew (2020). Charles de Gaulle (Routledge Historical Biographies). Routledge, 456 pages. ISBN 978-1-1388-3919-9
- Williams, Charles (1997). The Last Great Frenchman: A Life of General De Gaulle. Wiley, 576 pages. ISBN 978-0-4711-8071-5

### на немецком языке
- Vogel, Wolfram: Demokratie und Verfassung in der V. Republik. Frankreichs Weg zur Verfassungsstaatlichkeit, Leske und Budrich Verlag, Opladen 2001, 347 Seiten, ISBN 978-3-8100-3241-6
- Waechter, Matthias: Der Mythos des Gaullismus. Heldenkult, Geschichtspolitik und Ideologie 1940-1958, Wallstein Verlag, Göttingen 2006, 508 Seiten, ISBN 978-3-8353-0023-1
- Willms,Johannes: Der General Charles de Gaulle und sein Jahrhundert, C. H. Beck Verlag, München 2019, 640 Seiten, ISBN 9783406741302

### на французском языке
- Debré, Michel, Debré, Jean-Louis, Gaulle, Charles de, Le gaullisme, Plon, Paris 1977, 185 pages, ISBN 978-2-2590-0330-8